# Kampf gegen die Mafia
Kampf gegen die Mafia ist eine amerikanische Krimi-Drama-Serie, die auf CBS vom 16. September 1987 bis zum 8. Dezember 1990 für insgesamt 75 Episoden über vier Jahre lang ausgestrahlt wurde. Die Serie wurde von Stephen J. Cannell produziert und wurde in Vancouver, British Columbia, gefilmt, um die höheren Studiokosten im Zusammenhang mit der Dreharbeiten in Los Angeles zu vermeiden. An der Entwicklung war Frank Lupo beteiligt.

## Handlung
Vinnie Terranova arbeitet als Undercover-Agent für das O.C.B, eine fiktive Unterorganisation des FBI. Er versucht, Verbrecherorganisationen der Mafia in den USA zu unterwandern. Ihm zur Seite stehen sein Chef Frank McPike und seine Kontaktperson Daniel Benjamin Burroughs. Familie und Freundeskreis halten ihn für einen Verbrecher, nur sein Bruder, ein Priester, kennt die Wahrheit.

## Besetzung

### Hauptbesetzung
- Vincent Terranova (Ken Wahl)
- Frank McPike (Jonathan Banks)
- Daniel Benjamin Burroughs (Jim Byrnes)

### Weitere Rollen (Auswahl)
- Ray Sharkey: Sonny Steelgrave
- Gianni Russo: Dave Steelgrave
- Jessica Steen: Tracy Steelgrave
- Dennis Lipscomb: Sid Royce/Elvis Prim
- Eric Christmas: Harry "The Hunch" Shanstra
- Joe Dallesandro: Paul "Pat the Cat" Patrice
- Joe Shea: Mack "No Money" Mahoney
- Nathan Davis: Don "Joey Bags" Baglia
- Robert Mangiardi: Aldo Baglia
- Kevin Spacey: Mel Profitt
- Tim Curry: Winston Newquay
- Jerry Lewis: Eli Sternberg
- Tony Ganios: Mike „Mooch“ Cacciatore